# Tamara de Lempicka
Tamara de Lempicka (n. 16 mai 1898 în Sankt Petersburg ca Tamara Gorska, sau, mai exact ca Tamara Rozalia Gurwik-Górska, după alte izvoare născută în Varșovia ca Maria Górska – d. 18 martie 1980, Cuernavaca, Mexic), a fost o pictoriță poloneză a curentului Art Déco, cu un stil unic, inconfundabil și extrem de recognoscibil.
A fost un star și s-a comportat ca atare, făcând din viața sa o continuă punere în scenă, profitând și epatând deopotrivă cu talentul său, precum și de frumusețea sa.

## Biografie

### Primii ani
Fiică de avocat, crescută într-un mediu privilegiat, își petrece tinerețea între Sankt Peterburg, Monte Carlo și stațiunile turistice la modă din Europa. La vârsta de 16 ani, în 1914, se instalează la Sankt Peterburg, la o rudă, unde ia și primele lecții de pictură. Aici îl întâlnește pe Tadeusz Lempicki, tânăr avocat rus, cu care se căsătorește în 1916. Dar, Revoluția bolșevică întrerupe brusc această viață fără griji. Pleacă la Copenhaga, apoi eșuează la Paris ca de altfel, majoritatea emigranților ruși ai timpului. Pierderea reperelor inițiale ale vieții duce la dezagregarea căsătoriei.

### Carieră în pictură
Soțul său refuză să muncească, iar Tamara se hotărăște să-și ia soarta în mâini, alegând, pentru a reuși, o carieră în pictură. Începând din 1920 frecventează Académie de la Grande Chaumière, unde își desăvârșește formația cu pictorii Maurice Denis și André Lhote precum și cu călătorii în Italia, unde copiază din mari maeștri ai picturii.
Primul sâu contact cu publicul are loc în 1922, la Salonul de Toamnă, unde expune un portret. În continuare dezvoltă un stil sculptural, în culori puternice, influențat de cubism. Succesul nu este imediat, dar cu talentul său evident, deopotrivă inovativ și inventiv, respectiv cu personalitatea sa puternică, se impune repede în mediul artistic și în cel monden.
Se instalează în cartierul Montparnasse, participând intens la viața boemă din acesta, care îi și inspiră teme pentru pictura sa. Subiectul preferat îl constituie portretele de femei, de care de altfel era atrasă, în poziții lascive, de abandon. Își creează astfel o imagine de “femeie bărbat”, ilustrată, între altele și de tabloul său “Autoportret într-un Bugatti verde”. Primește în paralel comenzi de portrete de la diverse personalități artistice sau ale lumii mondene, portrete care constituie o altă latură a operei sale. Felul particular în care realizează aceste portrete, prin deformarea proporțiilor, ii atrag supranumele de „Ingres pervers.”

### După divorț
După divorțul, care se prefigurase de mult timp, dar care a survenit doar în 1928, efectuează o primă călătorie în Statele Unite unde se bucură de un mare succes, întrucât stilul său artistic, evocă precizionismul american, dar cu o tușă foarte personală în portretistică. De acum opera sa este recunoscută oficial, începând să fie achiziționată și de colecționarii de artă, dar și de muzee.
În 1933 se căsătorește cu baronul Raoul Kuffner, unul din cei mai importanți clienți ai săi. Rangul social, de acum căpătat, o face să piardă legăturile cu mediul artistic parizian. Odată cu criza economică subiectele sale se diversifică cu figuri de bătrâni, țărani, sfinți, însă aceaste tendințe portretistice o îndepărtează de admiratorii săi de până atunci. În 1939, „fuge” din calea războiului și se stabilește cu soțul său în Statele Unite, unde își urmează cariera în pictură organizând și câteva expoziții. Cunoaște un deosebit succes mai ales în lumea cinematografiei, multe din picturile sale găsindu-se azi în colecțiile starurilor americane. 

### Redescoperirea artistei

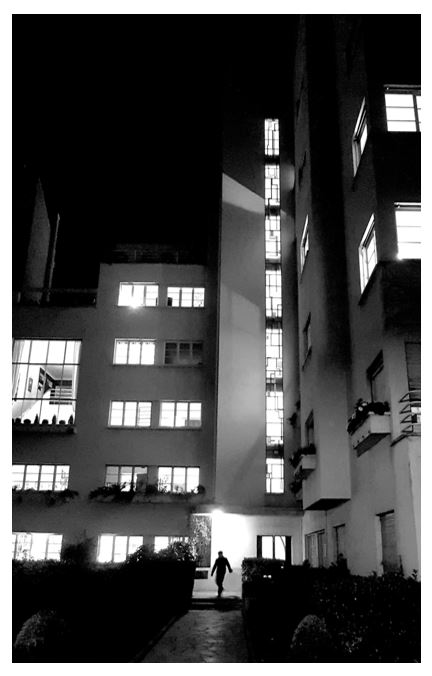
Clădirea unde locuise o vreme artista vizuală.

Din 1943, când se instalează la New York City, intră în totală uitare până în 1957, când este redescoperită cu ocazia unei monografii care îi este consacrată. Entuziasmul anilor 1970 pentru curentul artistic Art Deco fac din Tamara de Lempicka o reprezentantă de vârf a acestui curent.
A murit pe 18 martie 1980 la Cuernavaca, în Mexic unde se retrăsese în ultimul timp.

## Operă
Tamara de Lempicka ocupă un loc aparte în arta secolului al 20-lea. În ciuda unei opere restrânse (circa 150 de tablouri în perioada sa cea mai fertilă, 1925 - 1935), tablourile sale sunt cel mai adesea chemate să ilustreze „lumea nebună” a anilor interbelici, sub varii aspecte.

## Stil artistic
Stil artistic al Tamarei de Lempicka este absolut inconfundabil, „pur-sânge” Art Deco, sculptural chiar, cu culori clare, vii, apropiate de cele primare, cu contururi ale personajelor și margini ale compoziției, ce sunt foarte limpezi. Demn de remarcat, de asemenea, compoziția tuturor tablourilor sale respectă – întru-totul – rețetele magistrale de proporții, cadraj și compoziție trasate de marii maeștri ai Renașterii.
Modelele sale, atât femeile cât și bărbații se caracterizează prin priviri interogative și senzuale, buze cărnoase la femei și ascuțite la bărbați, culori puține dar vii, puse în valoare de fondurile gri sau negre, totul „ascuns” în spatele unui fals aspect neo-cubist, care le încadrează perfect în epocă „nebună,” ale anilor interbelici.

## Caracterizarea artistei
Artista vizuală Tamara de Lempicka, 
| “ | [era] socialită înveterată și una dintre vedetele în ascensiune ale momentului Art Deco. Tamara s-a alăturat școlii de artă Montparnasse Académie de la Grande Chaumière, la scurt timp după nașterea lui Kizette, învățând pictura de la simbolistul Maurice Denis și cubistul André Lhote și, ca atare, dezvoltând o fuziune elegantă a cubismului neoclasic și [a celui] monumental. Tamara provenea din bani, era frumoasă, iar stilul ei semnătură a făcut ca modelele ei să pară bogate și frumoase. În timp ce primele picturi ale Tamarei au fost cu [fiica sa] Kizette și vecina ei, după ce munca ei a fost „descoperită” de jurnaliștii de la Harper’s Bazaar, în timpul Expoziției de Arte Moderne Decorative și Industriale – [ 1926, Paris ], Tamara a devenit globală. | ” |

, 
Citatul aparține realizatorilor site-ului Art Story Project.

## Galerie de imagini

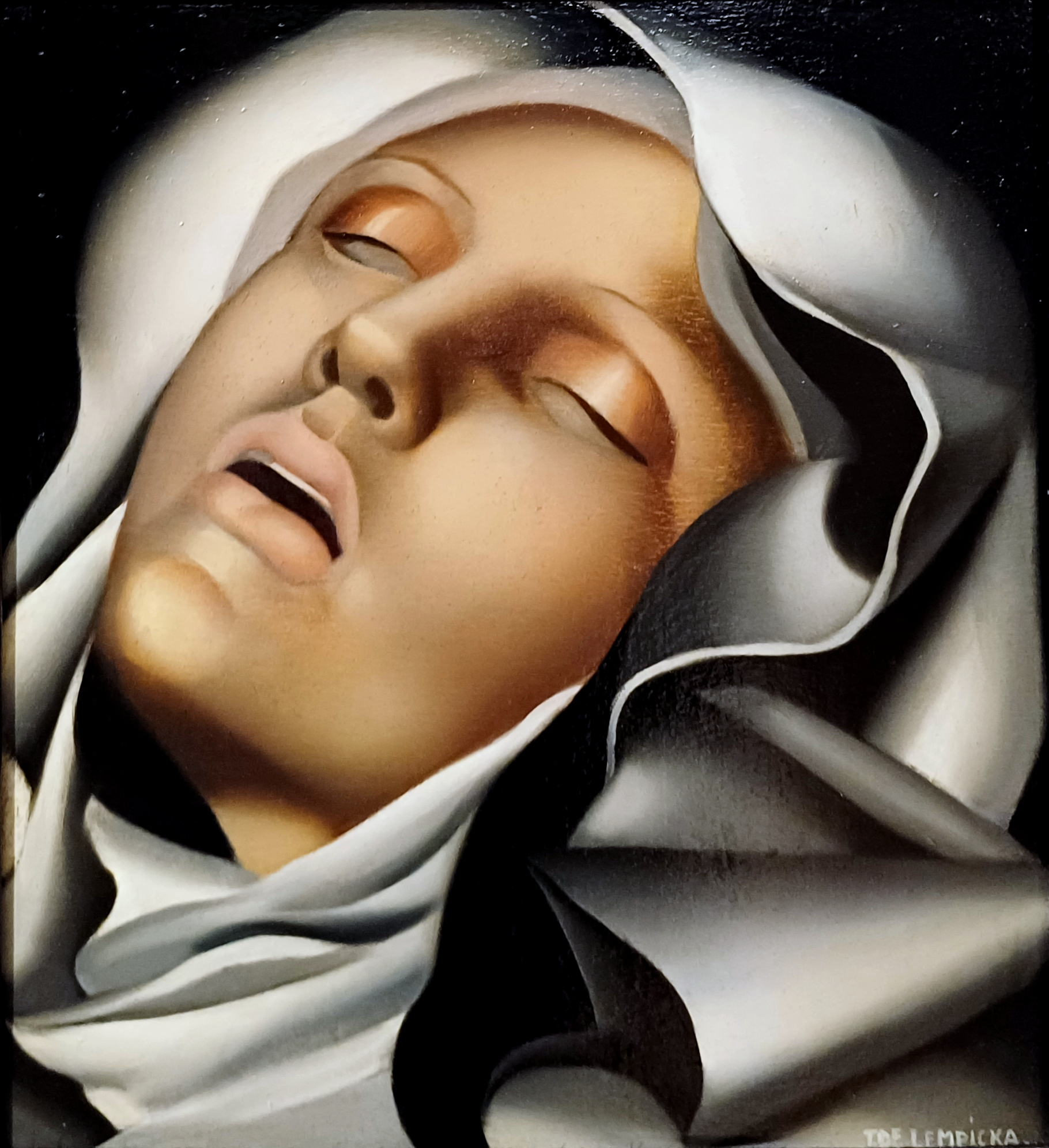
Saint Teresa of Ávila (1930)  de Tamara de Lempicka - Museo Soumaya, Mexic
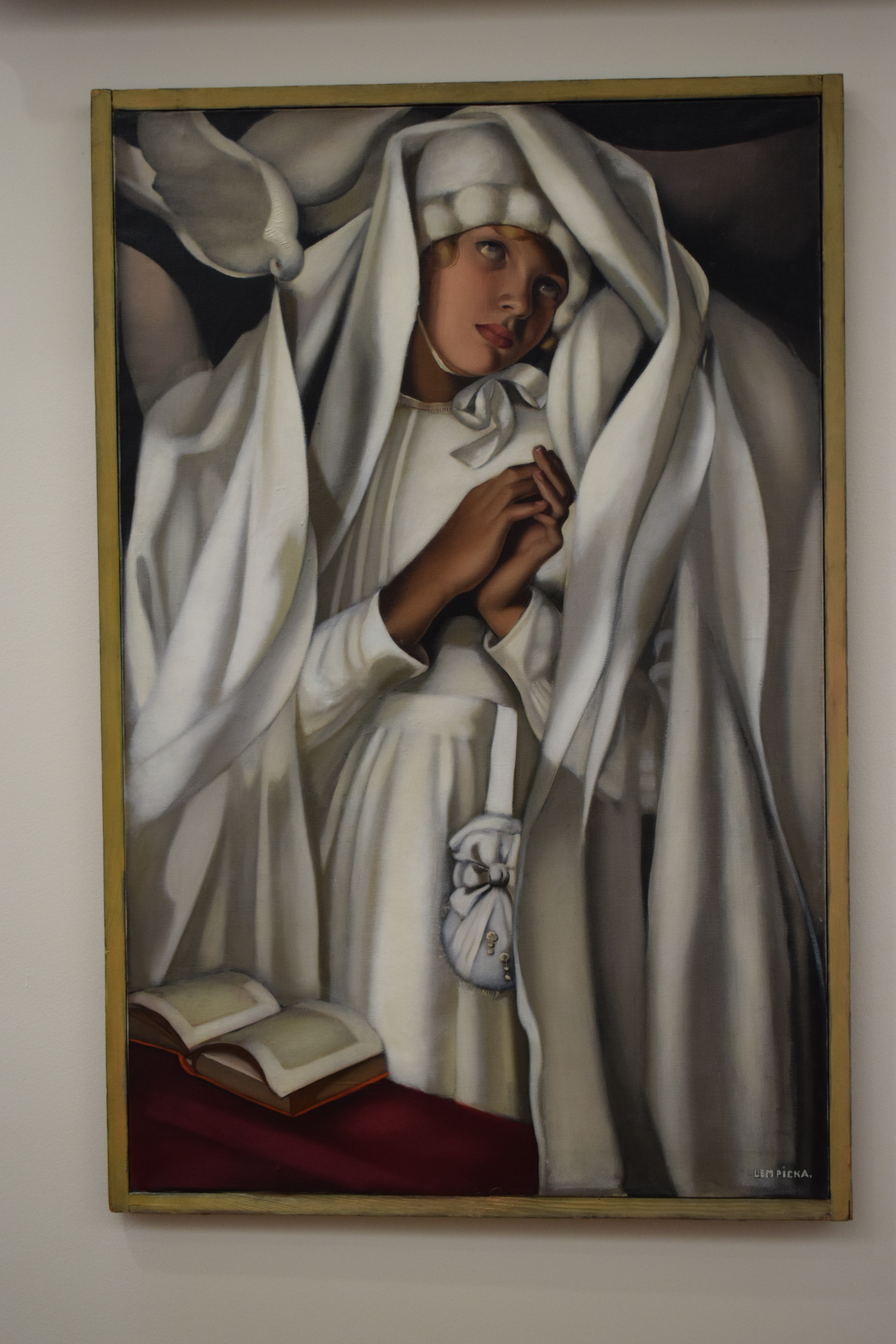
Comunicatoarea  (1928) — Pictura reprezintă este un tablou al Tamarei de Lempicka, reprezentând portretul Art Deco al unei fete care se pregătește pentru prima ei împărtășanie. Porumbelul este prezent pentru a-i ajusta vălul în timpul rugăciunii.